# Dariusz Boratyński
Dariusz Boratyński (ur. 26 września 1997) – polski lekkoatleta, specjalizujący się w biegach długodystansowych. Dwukrotny Mistrz Polski w biegach przełajowych (Tomaszów Lubelski 2021 i Olesno 2022) oraz Mistrz Polski w biegu ulicznym na 5 km (Kolno 2024) i 10 km (Gdańsk 2025).   
Uczestnik Mistrzostw Europy w biegach przełajowych Chia 2016, Šamorín 2017, Tilburg 2018 i Lizbona 2019.

## Rekordy życiowe
Stan na 2025-02-25.
- bieg na 1500 m - 3:49,22 (Gdańsk 2020)
- bieg na 5000 metrów - 14:09,32 (Włocławek 2020)
- bieg na 10 000 metrów - 30:33,09 (Karpacz 2020)
- półmaraton - 1:04:53 (Wiązowna 2025)